# Kinga Gálová
Kinga Gálová (maďarsky Gál Kinga; * 6. září 1970 Kluž) je maďarská právnička, politička, od roku 2004 poslankyně Evropského parlamentu zvolená za stranu Fidesz – Maďarská občanská unie a zasedající ve frakci Patrioti pro Evropu (P4E), také bývalá místopředsedkyně Evropské lidové strany (EPP).

## Biografie

### Mládí a studia
Narodila se 6. září 1970 do maďarské rodiny v Kluži v tehdejší Rumunské socialistické republice. Roku 1989 odmaturovala na Madách Imre Gimnázium v Budapešti. V roce 1993 získala na International Institute of Human Rights ve Štrasburku odborný diplom Diplome of the International and Comparative Law of Human Rights. V březnu 1995 získala právnický diplom na Katedře státních a právních věd na Univerzita Loránda Eötvöse (ELTE) v Budapešti.

### Zaměstnání
Během studií pracovala jako poradkyně pro politickou stranu Demokratické unie rumunských Maďarů (RMDSZ). V letech 1997 až 2001 pracovala jako mezinárodní menšinový právník – vědecký pracovník v Evropském výzkumném institutu pro národnostní menšiny v německém Flensburgu. Poté byla mezi roky 2001 a 2002 místopředsedkyní Úřadu pro přeshraniční Maďary (Határon Túli Magyarok Hivatal). V letech 2003 až 2004 byla poradkyní předsednictva Maďarské akademie věd (MTA).

### Politická kariéra
- Volby do Evropského parlamentu v Maďarsku 2004 – kandidovala za Fidesz, poprvé zvolena poslankyní EP
- Volby do Evropského parlamentu v Maďarsku 2009 – kandidovala na 3. místě za Fidesz–KDNP, podruhé zvolena poslankyní EP
- Volby do Evropského parlamentu v Maďarsku 2014 – kandidovala na 6. místě za Fidesz–KDNP, potřetí zvolena poslankyní EP.
- Volby do Evropského parlamentu v Maďarsku 2019 – kandidovala na 6. místě za Fidesz–KDNP, počtvrté zvolena poslankyní EP.
- Volby do Evropského parlamentu v Maďarsku 2024 – kandidovala na 2. místě za Fidesz–KDNP, popáté zvolena poslankyní EP.

V EP je místopředsedkyní Výbor pro občanské svobody, spravedlnost a vnitřní věci, a členkou Podvýbor pro lidská práva a Delegace ve Smíšeném parlamentním shromáždění AKT-EU.

## Soukromý život
Je vdaná a má čtyři syny: Árona, Gergőho, Zsombora a Mártona. 
Hovoří anglicky, maďarsky, německy, rumunsky a dorozumí se i francouzsky.